# Comune di Jernløse
Il comune di Jernløse, fino al 1º gennaio 2007 è stato un comune danese situato nella contea della Selandia Occidentale, il comune aveva una popolazione di 6 010 abitanti (2006) e una superficie di 103 km².
Dal 1º gennaio 2007, con l'entrata in vigore della riforma amministrativa, il comune è stato soppresso e accorpato ai comuni di Svinninge, Tornved e Tølløse per dare luogo al riformato comune di Holbæk compreso nella regione della Selandia.